# Ertholmene
Ertholmene (ældre stavemåde: Ærtholmene) er en øgruppe cirka 20 km nordøst for Bornholm i Østersøen. De kaldes sådan, fordi øerne er små som ærter. Øgruppen består af de to beboede øer Christiansø og Frederiksø, samt nogle ubeboede småøer og klippeskær. De to hovedøer er forbundet med en cirka 30 m lang fodgængerbro.
Ertholmene er i kraft af deres afsides beliggenhed og beskedne udvikling siden 1800-tallet et enestående dansk kulturarvsmiljø og en arkitektonisk tidslomme. Christiansø Museum ligger i Lille Tårn på Frederiksø, og fungerer både som egns- og lokalarkiv for Ertholmene, samt som militærhistorisk museum for Christiansø Fæstning.
Øgruppens samlede areal er 39 ha, hvoraf Christiansø er 22,3, Frederiksø 4 og Græsholm 9 ha. Det samlede indbyggertal er 90 (1. januar 2025), 1. juli 2021 89 indbyggere, der bor på Christiansø og Frederiksø. Danmarks østligste punkt findes på Østerskær, cirka 300 m øst for Christiansø.
Ertholmene er ikke del af nogen kommune (til administrative formål anvendes dog kommunekode 411, Christiansø), men sorterer under Forsvarsministeriet. Ministeriet udpeger en administrator, der varetager de offentlige myndighedsfunktioner. Øgruppen udgør Christiansø Sogn og har egen læge samt en skole, hvor børnene kan gå til og med 7. klasse. Derefter skal børnene gå i skole andetsteds i landet, men de fleste vælger Bornholms Efterskole. Da Ertholmene er uden for den kommunale inddeling betaler beboerne ikke kommuneskat, og derudover var beboerne fritaget for at betale sundhedsbidrag.

## Historie
Der var formentlig ikke fastboende befolkning på Ertholmene før i slutningen af 1600-tallet. Inden da hed øerne Kierkeholmen (nu Christiansø) og Boeholmen (nu Frederiksø).
I 1684 besluttede Christian 5. at bygge et fæstningsanlæg på øerne omkring den naturlige havn mellem Kirkeholmen og Bodholmen. Anthon Coucheron fik opgaven og blev den første kommandant. Fæstningen kom til at hedde "Christiansø", og de to hovedøer skiftede navn til Christiansø (efter Christian 5.) og Frederiksø (efter Frederik 4.). Fæstningen bestod af to tårne, Store Tårn på Christiansø og Lille Tårn på Frederiksø, samt nogle bastioner og ringmure. Fæstningens andre bygninger blev opført omkring havnen. Fæstningen fungerede som militært anlæg indtil 1855.
Under Englandskrigene (1801-1814) d. 24. oktober 1808 blev Christiansø angrebet af englænderne. Angrebet blev ført an af viceadmiral William Lukin på linjeskibet Mars. Herudover talte eskadren linjeskibet Orion, fregatten Salsette, krydserne Magnet og Swan og de tre bombarderfartøjer; Hound, Aetna og Devastation. De tre bombarderfartøjer åbnede ild 2,5 km øst for Christiansø mens hovedeskadren lå 7,5 sydøst for øen. Hound, Aetna og Devastation var alle forsynet med to sømorterer; en 92- og en 197-pundig og i løbet af de 4 1/2 time angrebet stod på sendte de tilsammen 300-350 bomber af en samlet vægt på 20-24 tons mod Christiansø. William Lukin besluttede sig undervejs for at ændre planer og opgav dermed forsøget på at landsætte soldater, og dermed erobre øen. De nye planer gik ud på at sende hovedeskadren tæt ind forbi fæstningens batterier for at kortlægge dem til senere brug for den engelske flåde. Da eskadren kom på skudhold blev der åbnet ild fra Christiansø og med træning fra artilleriløjtnant Marcus Christian Bech, der også var til stede under Københavns bombardement i 1807, var skuddene velrettede. 4 1/2 time efter angrebets start satte William Lukin sejl og kurs mod nord. Lukin manglede imidlertid yderligere information angående dybden af Christiansøs havn og sendte derfor Salsette og Magnet afsted på ny mod den nordlige del af øen. Efter et endnu en velrettet kugle fra øen, der skød fregattens stormast over, vendte Salsette og Magnet om. Dermed var angrebet på Christiansø d. 24. oktober 1808 ovre og udover skader på en værdi af 3.100 rigsdaler, var seks svenske krigsfanger og en ældre kone fra Christiansø omkommet.
Indbyggertallet toppede ved folketællingen i 1810 med 829 indbyggere. Siden faldt indbyggertallet drastisk, især da fæstningen blev nedlagt.
I 1821 blev agitatoren og teologen Jacob Jacobsen Dampe overført til fængsling på Christiansø under skarp bevogtning.Hans, Vammen (30. maj 2023). "J.J. Dampe". Den Store Danske (lex.dk online udgave). Hentet 21. august 2024. Oprindeligt var han idømt dødsstraf ved domstolene, men det blev ændret til livsvarigt fængsel af Frederik 6..
Efter fæstningstiden blev Ertholmene primært et fiskersamfund. Mange af de gamle militære anlæg er stadig bevaret, og alle bygninger og mure er i dag fredet. Turisme er blevet et stort erhverv på øerne, som årligt besøges af ca. 45.000 turister.
Ertholmene er ikke og har aldrig været omfattet af den kommunale inddeling i Danmark. Ertholmene ejes af den danske stat og administreres af Forsvarsministeriet. I forbindelse med strukturreformen i 2007, hvor der indførtes et statsligt sundhedsbidrag, blev beboerne på Ertholmene som de eneste i Danmark fritaget for betaling af bidraget, da man ellers kunne frygte, at folk ville flytte fra øerne.
Der herskede i årene 2013-2017 en større konflikt mellem Christiansø og den af Forsvarsministeriet ansatte administrator. Det førte til, at fire familier flyttede fra øen i protest, og at administratoren i sidste ende valgte at opsige sin stilling. I 2017 kom en ny administrator til øen, og konflikten lagde sig.

## De enkelte øer

### Christiansø
Christiansø er den største ø i Ertholmene. Den er opkaldt efter Christian 5.
- Areal: 22,3 ha.
- Højeste punkt: Møllebakken, 22 m over havets overflade.

### Frederiksø
Frederiksø er den tredjestørste ø i Ertholmene, og den næststørste beboede ø. Den er opkaldt efter Frederik 4.
- Areal: 4 ha.
- Højeste punkt: 8 m over havets overflade.

### Græsholm
Græsholm (eller Græsholmen), som er ubeboet, er den næststørste ø i Ertholmene.
- Areal: 9 ha.
- Højeste punkt: 11 m over havets overflade.

Græsholm er et fuglereservat og er ikke tilgængelig for offentligheden. Mange forskellige fuglearter yngler på Græsholm. De hyppigst forekommende er sølvmåger, lomvier og alke. En alkekoloni på 7-800 par findes på øen, som er den eneste yngleplads for alken i Danmark. En gang om året (efteråret) får skoleelever lov til at besøge øen.

### Lilleø
Lilleø er en lille, ubeboet ø sydvest for Frederiksø. Øen er en del af et fuglebeskyttelsesområde for havfugle. Der er relativ nem adgang til øen.

### Høgebur
Høgebur er et meget lille klippeskær midt mellem Christiansø og Østerskær.

### Tat
Tat er et lille, ubeboet klippeskær cirka 1,1 km nordvest for Christiansø. Skæret er cirka 100 m lang og cirka 75 m på det bredeste sted. Øen er omgivet af cirka 10 meget små skær, hvoraf de største hedder Langeskær, Loen, Kalven og Firken. Der ligger et fyr på øen. Tat er et fuglereservat, og der er ikke adgang til øen for offentligheden.
Navnet Tat kommer fra en gammeldags metode til at fange ål. Når man tatter ål anvendes et langt skaft med line og madding som føres ned mod bunden, hvor ålene nipper til maddingen, hænger fast og kan hales op.
I de seneste par år er der observeret gråsæler på Tat, og bestanden blev i 2009 anslået til 40, i 2010 til mindst 80, i 2011 til mindst 180. Den store sælbestand påvirker fiskeriet negativt ved Ertholmene.

### Tyveskær
Tyveskær er et lille, ubeboet klippeskær umiddelbart nordøst for Christiansø. Skæret er cirka 40 m langt og cirka 30 m bredt.

### Vesterskær
Vesterskær (Wester Skiær) er et lille, ubeboet klippeskær. Skæret ligger cirka 75 m vest for Frederiksø og er cirka 100 m langt og cirka 50 m på det bredeste sted.

### Østerskær
Østerskær (Oster Skiær) er et par små, ubeboede klippeskær. Skærene ligger cirka 300 m øst for Christiansø.
Østerskær er Danmarks østligste punkt.